# Binnenstad (Groningen)
De Binnenstad is de benaming voor het stadshart van Groningen. De binnenstad wordt begrensd door de zogenaamde Diepenring. Bestuurlijk gezien vormt de binnenstad onderdeel van de wijk Centrum en is de binnenstad verdeeld in de vier buurten Binnenstad-Noord, -Oost, -West en -Zuid. Het is het oudste deel van de stad. Tot 2014 werd de naam Binnenstad soms ook ruimer gehanteerd, waarbij de Hortusbuurt en het Ebbingekwartier gezamenlijk werden aangeduid als Binnenstad-Noord; het gebied tussen de diepen en het Noorderplantsoen. Het gebied tussen de diepenring en het UMCG werd en wordt aangeduid als Binnenstad-Oost. De hortusbuurt en Binnenstad-Oost zijn de gebieden die tijdens de grootschalige stadsuitleg in de zeventiende eeuw aan de stad zijn toegevoegd. In 1991 werd de binnenstad aangewezen als beschermd stadsgezicht.

## Beschrijving
Middelpunt van de oude binnenstad is de Grote Markt met het Stadhuis en de Martinitoren. De belangrijkste straten liepen/lopen vanaf de Grote Markt in alle richtingen. Vaak verspringt de naam van die straten van oud naar nieuw waar ze de oude binnenstad verlaten. Bijvoorbeeld de Oude Ebbingestraat ligt binnen de diepenring, de Nieuwe Ebbingestraat begint direct buiten de diepenring.
Naast de Grote Markt zijn er nog twee grotere open ruimtes: de Vismarkt en het Martinikerkhof.
De binnenstad is het belangrijkste winkelgebied van de stad. De Herestraat is de drukste winkelstraat met vooral vestigingen van landelijke ketens. De Folkingestraat heeft zich na de aanleg van de Museumbrug, die het Hoofdstation rechtstreeks verbond met de binnenstad, ontwikkeld als alternatieve winkelstraat. De Grote Markt en de Vismarkt worden beiden gebruikt voor de warenmarkt.
Het uitgaansleven concentreert zich voornamelijk in de Poelestraat, de Peperstraat en de zuidzijde van de Grote Markt.
De begrenzing van de oude binnenstad heeft aan de west, de noord en de oost-zijde nog steeds grotendeels de oorspronkelijke vorm, hoewel de Aa, de westelijke begrenzing, oorspronkelijk iets meer naar het oosten langs de stad stroomde. Aan de zuidzijde is de eerste begrenzing, het Gedempte Zuiderdiep en het (gedempte) Kattendiep. Nu wordt de grens gevormd door het Verbindingskanaal dat loopt van de Zuiderhaven naar de Oosterhaven.
Op 15 september 2005 werd de binnenstad uitgeroepen tot beste binnenstad van Nederland.

## Afbeeldingen

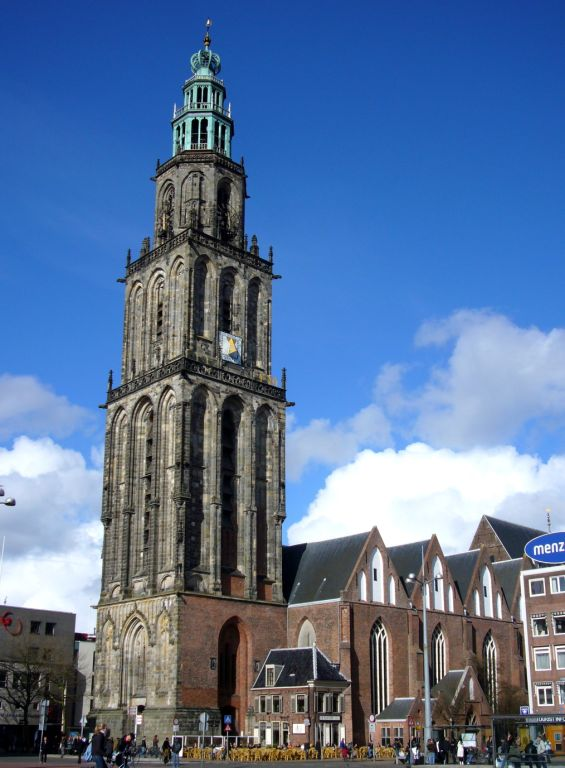
Martinitoren (2008)
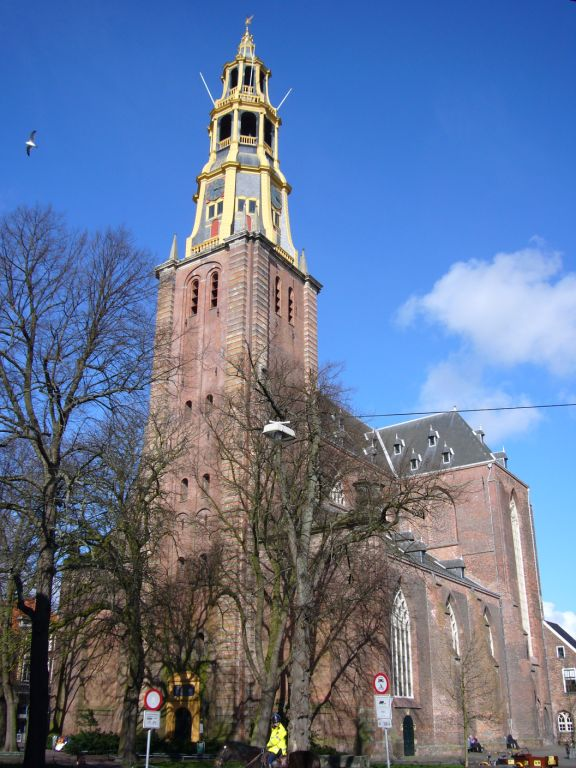
Der Aa-kerk (2008)
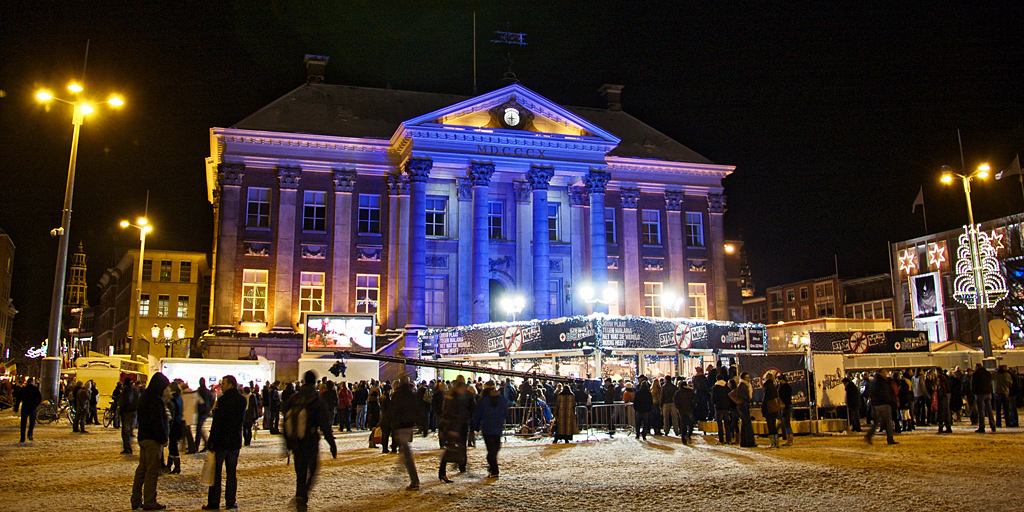
Stadhuis tijdens 3FM Serious Request (2009)
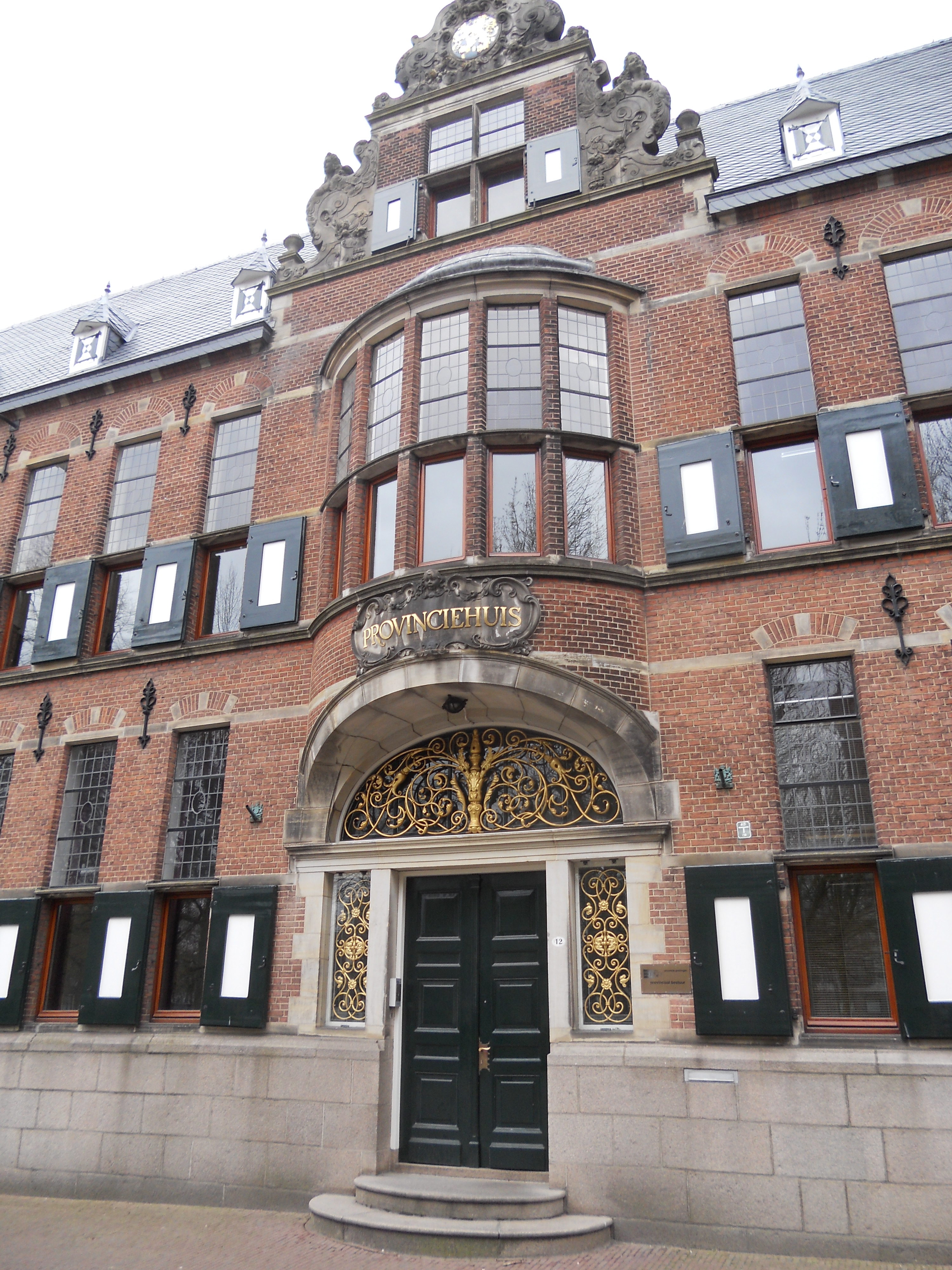
Provinciehuis in Groningen (2012)
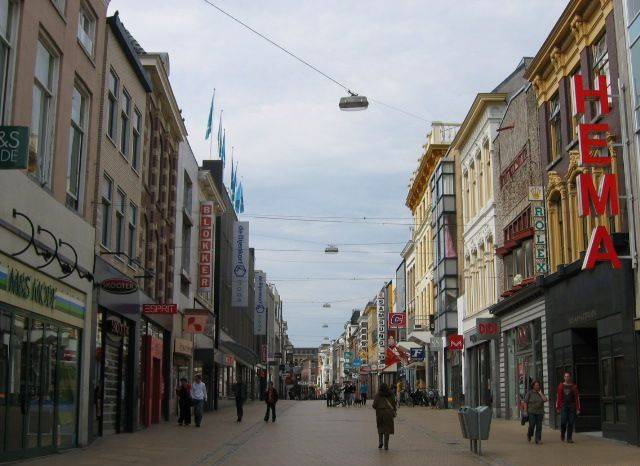
De Herestraat wordt gezien als de belangrijkste winkelstraat (2004)
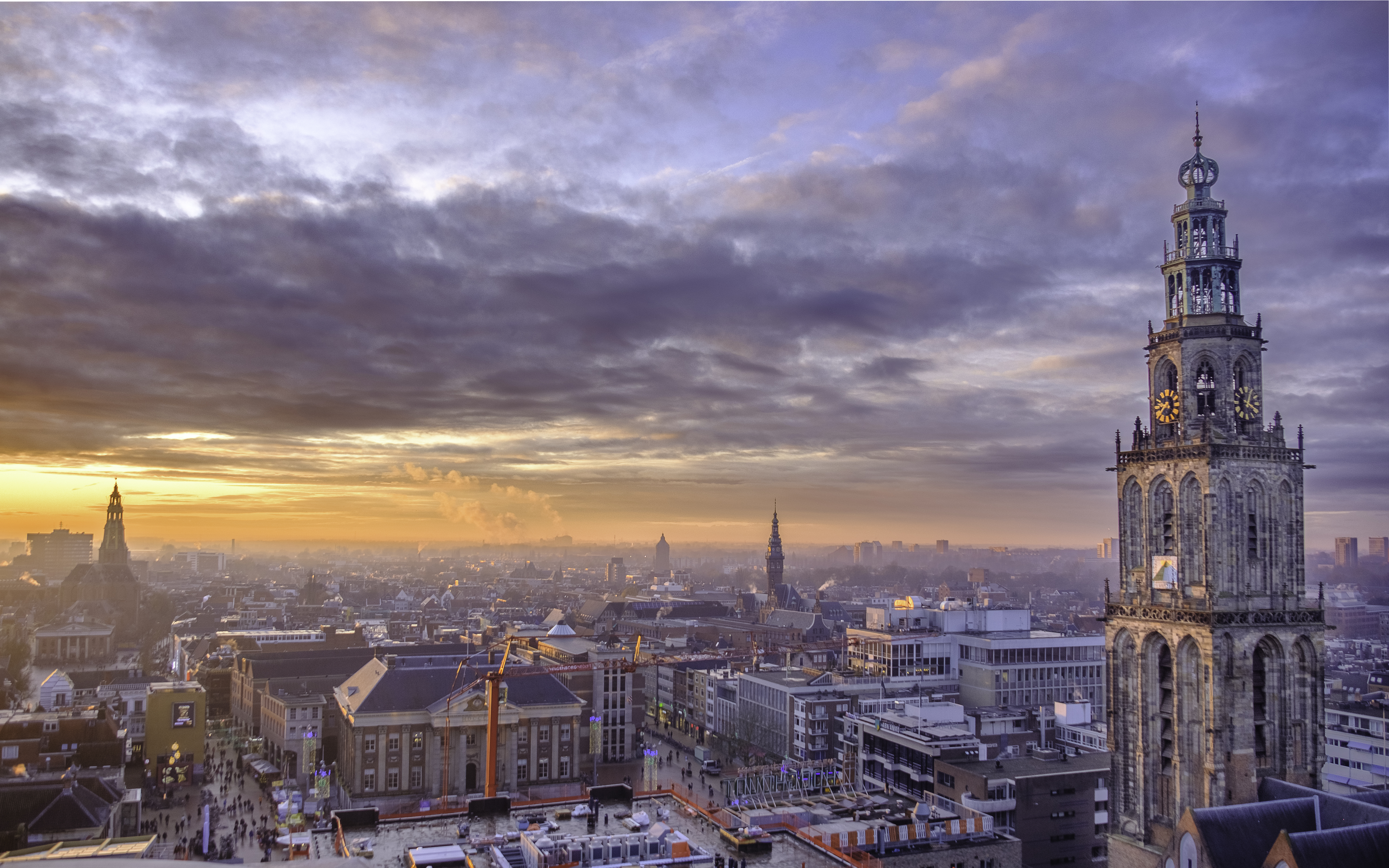
Gezicht over een deel van de binnenstad vanaf Forum Groningen met rechts de Martinitoren, in het midden het Stadhuis en op de achtergrond de torens van de A-kerk en het Academiegebouw (2009).